# ديريك دالي
ديريك دالي (بالإنجليزية: Derek Daly)‏ (و. 1953  م) هو سائق فورمولا 1، وسائق سيارة سباق أيرلندي، ولد في دبلن، شارك في لو مان 24 ساعة.

## روابط خارجية
- ديريك دالي على موقع Racing-Reference.info (الإنجليزية)
- ديريك دالي على موقع DriverDB.com (الإنجليزية)
- ديريك دالي على موقع eWRC-results.com (الإنجليزية)